# Mount Leonard (Misuri)
Mount Leonard es un pueblo ubicado en el condado de Saline en el estado estadounidense de Misuri. En el Censo de 2010 tenía una población de 87 habitantes y una densidad poblacional de 322,99 personas por km².

## Geografía
Mount Leonard se encuentra ubicado en las coordenadas 39°7′32″N 93°23′40″O / 39.12556, -93.39444. Según la Oficina del Censo de los Estados Unidos, Mount Leonard tiene una superficie total de 0.27 km², de la cual 0.27 km² corresponden a tierra firme y (0%) 0 km² es agua.

## Demografía
Según el censo de 2010, había 87 personas residiendo en Mount Leonard. La densidad de población era de 322,99 hab./km². De los 87 habitantes, Mount Leonard estaba compuesto por el 83.91% blancos, el 1.15% eran afroamericanos, el 0% eran amerindios, el 1.15% eran asiáticos, el 0% eran isleños del Pacífico, el 0% eran de otras razas y el 13.79% pertenecían a dos o más razas. Del total de la población el 0% eran hispanos o latinos de cualquier raza.